# Ascensore per il patibolo
Ascensore per il patibolo (Ascenseur pour l'échafaud) è un film del 1958 diretto da Louis Malle.
È il primo lungometraggio di Malle, un noir tratto dal romanzo con lo stesso titolo del 1956 di Noël Calef.

## Trama
Florence e Julien sono due amanti che decidono di eliminare il marito di lei, Simon, potente affarista con conoscenze ai vertici della politica. 
I due architettano un piano che sembra perfetto, disponendo ogni dettaglio in modo che la polizia lo consideri un suicidio, ma, quando Julien sta lasciando l'edificio in cui ha appena compiuto il delitto, si accorge di un indizio che ha dimenticato sul posto e rientra di nascosto per rimuoverlo. Tuttavia il custode dello stabile, prima di andare via, disattiva il contatore generale dell'energia elettrica, bloccando l'ascensore nel quale si trova Julien. Intanto, un giovane teppista con la fidanzata ruba l'auto di Julien (dove sono presenti la sua giacca e la sua pistola) che era stata lasciata in strada con il motore acceso. I due giovani si recheranno in un Motel dove, per rubare l'auto di una coppia di turisti, commetteranno un duplice omicidio. Nel mentre, sempre quella notte, Florence, non avendo più notizie di Julien, immagina che l'uomo la stia tradendo con un'altra donna e inizia a cercarlo nei locali notturni. Questa serie di omicidi attireranno l'interesse delle forze dell'ordine e dei giornali che inizieranno a sospettare di Julien ...

## Colonna sonora
La colonna sonora è di Miles Davis che, messo in contatto col regista da Boris Vian, la registra a Parigi dove si trovava per una tournée. I musicisti (francesi e statunitensi) hanno improvvisato vedendo proiettate le scene del film. Le registrazioni vennero effettuate in una sola notte, tra le 11 serali e le 5 antimeridiane; furono presenti l'attrice Jeanne Moreau ed il regista Louis Malle.

## Distribuzione
Il film venne distribuito nelle sale cinematografiche francesi dalla Lux Compagnie Cinématographique de France il 29 gennaio 1958; nel maggio dello stesso anno venne proiettato al Festival di Cannes.
In Italia arrivò al cinema dal 19 settembre 1958.

## Riconoscimenti
- Premio Louis-Delluc 1958

## Sceneggiatura
La trama del film è  diversa da quella del romanzo di Noël Calef da cui è tratto: in quest'ultimo, il protagonista Julien non ha un'amante complice e architetta il delitto da solo; inoltre la sua vittima è un usuraio cui Julien doveva una forte somma e non il marito dell'amante (nel romanzo Florence non esiste).